# Terminal Range
Terminal Range är ett berg i Kanada.   Det ligger i provinsen British Columbia, i den centrala delen av landet, 3 600 km väster om huvudstaden Ottawa. Toppen på Terminal Range är 1 802 meter över havet, eller 168 meter över den omgivande terrängen. Bredden vid basen är 1,5 km.
Terrängen runt Terminal Range är huvudsakligen kuperad. Trakten runt Terminal Range är nära nog obefolkad, med mindre än två invånare per kvadratkilometer.. Det finns inga samhällen i närheten.
Trakten runt Terminal Range består i huvudsak av gräsmarker.